# Le Purgatoire des intimes
Vous pouvez aider à l'améliorer ou bien discuter des problèmes sur sa page de discussion.
- Il ne cite pas suffisamment ses sources. Vous pouvez indiquer les passages à sourcer avec {{référence nécessaire}} ou {{Référence souhaitée}}, et inclure les références utiles en les liant aux notes de bas de page. (Marqué depuis août 2021)
- Il ne s’appuie pas, ou pas assez, sur des sources secondaires ou tertiaires. (Marqué depuis août 2021)
- Son texte doit être wikifié : il ne correspond pas à la mise en forme Wikipédia (style, typographie, liens internes, liens entre les wikis, etc.). (Marqué depuis août 2021)

- Archive Wikiwix
- Bing
- Cairn
- DuckDuckGo
- E. Universalis
- Gallica
- Google
- G. Books
- G. News
- G. Scholar
- Persée
- Qwant
- (zh) Baidu
- (ru) Yandex
- (wd) trouver des œuvres sur Wikidata

Série
Lorsque le cœur dérange
(2021)
Pour plus de détails, voir Fiche technique et Distribution.
Le Purgatoire des intimes est un film québécois écrit et réalisé par Philippe Cormier et sorti sur la chaîne de diffusion Crave en 2023, puis sur la plateforme Apple TV durant l'été 2023.
Il s'agit du deuxième film du réalisateur, après Lorsque le cœur dérange (2021).

## Synopsis
Vivant chez son frère Bernard à la campagne, Alain Landriault reste silencieux et isolé après un traumatisme familial qui l'empêche de vivre correctement en société. En plus de composer avec son neveu Joey qui participe à des activités illégales et avec Geneviève, une psychologue qui tente de le comprendre, Alain développe une relation malsaine avec Cherry Blossom, qu'il rencontre dans un salon de massage érotique.

## Fiche technique
- Titre original : Le Purgatoire des intimes
- Autre titre : Purgatory
- Réalisation et scénario : Philippe Cormier
- Producteur exécutif : Marc Lapointe
- Direction de la photographie : Louka Hogue
- Direction artistique : Arianne Prud'homme
- Costumes : Ève-Marie Labrecque
- Montage : Marie-Loue Bellefleur, Fannie Daoust
- Musique originale : Lauren Bélec
- Maquillage : Valérie St-Michel
- Boîte de postproduction : Postmoderne
- Pays d'origine : Canada
- Budget : 1,5M $ CA
- Format : couleurs / 2:39
- Genre : drame psychologique / thriller érotique
- Durée : 97 minutes
- Dates de sortie[2] :
  - Canada : 27 avril 2023 (vidéo à la demande)

## Distribution
- Normand D'Amour : Alain Landriault
- Jean-Pierre Bergeron : Bernard Landriault
- Brigitte Lafleur : Geneviève Martin
- Sonia Vachon: Évelyne St-Jacques
- Anne-Marie Falcon : Katherine Laflamme
- Karl Farah : Joey Landriault
- Karine St-Michel : Cherry Blossom
- François Gadbois : Renaud Hébert
- Anne Casabonne : Marie-Catherine Denoncourt
- Mélissa Bédard : Patricia Baptiste
- Alexis Lefebvre : Benoît Leclerc
- Clodine Desrochers : Dominique Duhamel
- Tatiana Zinga Botao : Chanterelle Desrosiers
- Lysandre Nadeau : Sunshine
- Rebecca Gibian : Elizabeth Beckinsale
- Sara Karel Chiasson : Peggy
- Laurence Boileau : Love

## Production
En avril 2021, lors de la première médiatique de Lorsque le coeur dérange, le réalisateur annonce travailler sur son deuxième long-métrage, qui aura pour titre Le Purgatoire des intimes. Quelques semaines plus tard, des indices laissent croire que l'animatrice Clodine Desrochers serait de la partie pour son tout premier rôle au grand écran. À l'émission Salut, Bonjour! en mai 2021, la chanteuse et comédienne Mélissa Bédard aborde brièvement faire partie d'un film qui sera tourné à l'été.
Le 25 mai 2021, le casting complet est dévoilé dans les médias. En juillet 2021, quelques semaines avant le début du tournage, la créatrice de contenu Lysandre Nadeau est ajoutée à la distribution.
La participation de plusieurs influenceuses au casting crée un engouement médiatique et certaines critiques, notamment avec l'ancienne candidate de Occupation Double, Karine St-Michel, l'animatrice du podcast Sexe Oral et candidate de Big Brother: Célébrités, Lysandre Nadeau et la créatrice de contenu LGBTQ+, Gabrielle Marion.
Lors de la postproduction du film, Philippe Cormier annonce sa collaboration avec la chanteuse Marie-Mai, qui signe la chanson thème du film. Meghan Oak, candidate de Star Académie, signe quant à elle la chanson d'ouverture.
Le film voit naître sa première médiatique le 26 avril 2023, à Montréal, la veille de sa sortie sur Crave. Tous les artistes sont présents, à l'exception d'Anne Casabonne, qui s'est retirée de la sphère publique à la suite d'une controverse politique.

## Tournage
Le tournage s'est déroulé du 1er au 22 août 2021 dans les Laurentides et à Montréal.